# Jani Tewelde
Jani Tewelde Weldegaber (né le 1er octobre 1990) à Asmara, est un coureur cycliste érythréen.

## Palmarès
- 2008
  - 7e étape du Tour d'Érythrée
- 2010
  - 1re et 2e étapes  du Tour d'Érythrée
  - 3e du Grand Prix of Al Fatah
  - 5e du Tour de Libye
- 2011
  -  Champion d'Afrique du contre-la-montre par équipes (avec Freqalsi Abrha, Natnael Berhane et Daniel Teklehaimanot)
  - 3e du championnat d'Érythrée du contre-la-montre
  - 3e du Tour d'Érythrée
- 2012
  -  Champion d'Afrique du contre-la-montre par équipes (avec Fregalsi Debesay, Natnael Berhane et Daniel Teklehaimanot)
  - 1re et 4e étapes du Tour d'Érythrée